# 51-es villamos (Budapest, 1938–1983)
A budapesti 51-es jelzésű villamos a Használtcikk piac és Pestimre, Vörös fény utca között közlekedett. A viszonylatot a Budapesti Közlekedési Vállalat üzemeltette.

## Története
Az első budapesti 51-es villamos 1915 és 1926 között az akkori 49-es villamos párjaként közlekedett a Kelenföldi pályaudvartól indulva a Délivasút és a Nyugati pályaudvar érintésével körjáratként. 1926. június 12-étől önálló járatként közlekedett a Kelenföldi pályaudvartól Krisztinavároson keresztül az óbudai Szentlélek térig. Északi végállomása többször módosult: a Flórián térig és a Fő térig is járt. 1937-ben a járatot megszüntették.
1938. december 1-jétől a Nagykőrösi úton épült, kitérőkkel ellátott egyvágányú útvonalon indult újra az 51-es villamos. Ekkor a Szent István kórháztól az Üllői úton és a Nagykőrösi úton járt a kispesti Vas Gereben utcáig. 1942. augusztus 8-ától Ecseri út és Kispest között, késő esti (22:45–23:50) ingajáratot indítottak 51A jelzéssel. 1944. november 4-én az 51-es és az 51A villamos megszűnt.
1945. május 19-én újraindult az 51-es a korábbi útvonalán. 1948. április 15-én jelent meg az új 51A villamos a Nagyvárad tér és Kispest, Háromszék utca között. 1961. december 15-én az 51-es és az 54-es viszonylatot összevonták, ekkor az 51-es Pestimre, Marx Károly utcáig hosszabbították meg, az 51A pedig az 51-es vonalán közlekedett tovább. 1965. december 27-én jelent meg az 51B betétjárat a Használtcikk piac – Nagyvárad tér útvonalon. 1967. május 31-én erre az útvonalra került az 51A, az 51B pedig megszűnt. 1968. május 15-én az 51B újraindult a Használtcikk piac és Pestimre, Vörös fény (ma Nemes) utca között, majd augusztus 2-án megszüntették.
Az M3-as metróvonal építése kapcsán az 51-es villamoscsaládot 1976 és 1980 között több változás is érintette: az 51-es és 51A villamos 1976. június 1. és 24. között az Üllői út és Ecseri út kereszteződésétől indult, majd november 29. és december 23. között a Nagyvárad téri villamosvégállomás építési munkálatai miatt csak a Delej utcáig jártak, de 1978. július 24-étől ismét csak az Üllői útig mentek. 1979. március 1-jétől újból az eredeti útvonalukon (a Nagyvárad térig) közlekedtek. 1980. március 4. és 28. között a Határ út és a Nagykőrösi út elágazásánál lévő vágányokat áthelyezték, ekkor az 51-es és az 51A villamos helyett 51V és 51AV jelzéssel, teljes vonalon pótlóbuszok közlekedtek. Az 51A villamos március 3-án megszűnt, majd március 28-án üzemzáráskor a helyette indított villamospótló is. Ugyanekkor újraindult az 51-es villamos, de már csak a Használtcikk piac és Pestimre között. 1983. július 10-én közlekedett utoljára. Pótlására elindították a 194-es buszt a Közdűlő utca és Kispest, Határ út között. A Nagykőrösi úttal párhuzamos villamospálya és a Kis-Burma nevű összekötő vágány helyén 1984-re készült el az M5-ös autópálya fővárosi bevezető szakasza.
2011 óta az 51-es jelzést a Ferencvárost és Pesterzsébetet összekötő villamosvonal, az 51A-t pedig ennek a betétjárata használja.

## Útvonala
A zárójelben lévő szakaszt csak az 1980-as rövidülése előtt érintette!
| Pestimre, Vörös fény utca felé |
| (Nagyvárad tér vá. – Nagyvárad tér – Üllői út – Ecseri út – Epreserdő utca – Gyáli út – Illatos út – Nagykőrösi út –) Használtcikk piac vá. – Nagykőrösi út – Lőrinci út – Bivaly-rét – Nagykőrösi út – Pestimre, Vörös fény utca vá. |
| Használtcikk piac // Nagyvárad tér felé |
| Pestimre, Vörös fény utca vá. – Nagykőrösi út – Bivaly-rét – Lőrinci út – Nagykőrösi út – Használtcikk piac vá. (– Nagykőrösi út – Illatos út – Gyáli út – Epreserdő utca – Ecseri út – Nagyvárad tér – Nagyvárad tér vá.)            |

## Megállóhelyei
| 51 (Nagyvárad tér ◄► Pestimre, Vörös fény utca)     | 51 (Nagyvárad tér ◄► Pestimre, Vörös fény utca)     | 51 (Nagyvárad tér ◄► Pestimre, Vörös fény utca)     | 51 (Nagyvárad tér ◄► Pestimre, Vörös fény utca)     | 51 (Nagyvárad tér ◄► Pestimre, Vörös fény utca)     | 51 (Nagyvárad tér ◄► Pestimre, Vörös fény utca)             | 51 (Nagyvárad tér ◄► Pestimre, Vörös fény utca)     | 51 (Nagyvárad tér ◄► Pestimre, Vörös fény utca)     |
| 51 (Használtcikk piac ◄► Pestimre, Vörös fény utca) | 51 (Használtcikk piac ◄► Pestimre, Vörös fény utca) | 51 (Használtcikk piac ◄► Pestimre, Vörös fény utca) | 51 (Használtcikk piac ◄► Pestimre, Vörös fény utca) | 51 (Használtcikk piac ◄► Pestimre, Vörös fény utca) | 51 (Használtcikk piac ◄► Pestimre, Vörös fény utca)         | 51 (Használtcikk piac ◄► Pestimre, Vörös fény utca) | 51 (Használtcikk piac ◄► Pestimre, Vörös fény utca) |
| Sorszám (↓)                                         | Sorszám (↓)                                         | Megállóhely                                         | Sorszám (↑)                                         | Sorszám (↑)                                         | Átszállási kapcsolatok                                      | Átszállási kapcsolatok                              |                                                     |
| Sorszám (↓)                                         | Sorszám (↓)                                         | Megállóhely                                         | Sorszám (↑)                                         | Sorszám (↑)                                         | a járat rövidülése előtt (1980 márciusa)                    | a járat megszűnésekor                               |                                                     |
| --------------------------------------------------- | --------------------------------------------------- | --------------------------------------------------- | --------------------------------------------------- | --------------------------------------------------- | ----------------------------------------------------------- | --------------------------------------------------- | --------------------------------------------------- |
| 0                                                   | ∫                                                   | Nagyvárad tér végállomás (1938–1980)                | 22                                                  | ∫                                                   | 13A, 13B, 24, 50, 50A 33, 35, 35, 81, 81, 89A, 93, 135, 199 | Nem érintette                                       |                                                     |
| 1                                                   | ∫                                                   | Könyves Kálmán körút                                | 21                                                  | ∫                                                   | 13A, 13B, 23, 23A, 50, 50A 75 55, 55                        | Nem érintette                                       |                                                     |
| 2                                                   | ∫                                                   | Ecseri út                                           | 20                                                  | ∫                                                   | 13A, 13B, 50, 50A 81, 89, 89A, 181                          | Nem érintette                                       |                                                     |
| 3                                                   | ∫                                                   | Fuvar-telep                                         | 19                                                  | ∫                                                   | 13A 89, 89A, 181                                            | Nem érintette                                       |                                                     |
| 4                                                   | ∫                                                   | Épületelemgyár                                      | 18                                                  | ∫                                                   | 13A                                                         | Nem érintette                                       |                                                     |
| 5                                                   | ∫                                                   | Üllői úti lakótelep                                 | 17                                                  | ∫                                                   | 13A                                                         | Nem érintette                                       |                                                     |
| 6                                                   | ∫                                                   | Határ út                                            | 16                                                  | ∫                                                   | 13A 54, 54, 154, 199                                        | Nem érintette                                       |                                                     |
| 7                                                   | ∫                                                   | Gomb utca                                           | 15                                                  | ∫                                                   |                                                             | Nem érintette                                       |                                                     |
| 8                                                   | ∫                                                   | Cukrász utca                                        | 14                                                  | ∫                                                   | 48, 99                                                      | Nem érintette                                       |                                                     |
| 9                                                   | ∫                                                   | Hunyadi utca                                        | 13                                                  | ∫                                                   | 51                                                          | Nem érintette                                       |                                                     |
| 10                                                  | ∫                                                   | Nagy Sándor utca                                    | 12                                                  | ∫                                                   | 54                                                          | Nem érintette                                       |                                                     |
| 11                                                  | ∫                                                   | Vörös Október utca                                  | 11                                                  | ∫                                                   |                                                             | Nem érintette                                       |                                                     |
| 12                                                  | ∫                                                   | Kilián garázs                                       | 10                                                  | ∫                                                   | 54, 68, 68A, 154                                            | Nem érintette                                       |                                                     |
| 13                                                  | 0                                                   | Használtcikk piac végállomás (1980–1983)            | 9                                                   | 9                                                   | 54, 54                                                      | 54, 54 13                                           |                                                     |
| 14                                                  | 1                                                   | Lajosmizsei sorompó (korábban: Lajosmizsei vasút)   | 8                                                   | 8                                                   |                                                             |                                                     |                                                     |
| 15                                                  | 2                                                   | Karton utca (korábban: Fogarasi út)                 | 7                                                   | 7                                                   | 136                                                         | 136                                                 |                                                     |
| 16                                                  | 3                                                   | Tülök utca (korábban: Gyimes út)                    | 6                                                   | 6                                                   |                                                             |                                                     |                                                     |
| 17                                                  | 4                                                   | Közdűlő utca                                        | 5                                                   | 5                                                   |                                                             |                                                     |                                                     |
| 18                                                  | 5                                                   | Bivaly-rét                                          | 4                                                   | 4                                                   |                                                             |                                                     |                                                     |
| 19                                                  | 6                                                   | Pestimre, felső                                     | 3                                                   | 3                                                   | 54, 54 Pestimre felső                                       | 54, 54 Pestimre felső                               |                                                     |
| 20                                                  | 7                                                   | Arany János utca                                    | 2                                                   | 2                                                   | 54                                                          | 54                                                  |                                                     |
| 21                                                  | 8                                                   | Vezér utca (korábban: Fő utca)                      | 1                                                   | 1                                                   | 54                                                          | 54                                                  |                                                     |
| 22                                                  | 9                                                   | Pestimre, Vörös fény utca végállomás                | 0                                                   | 0                                                   | 54, 54, 54E, 94, 193 Pestimre                               | 54, 54, 54E, 94, 193 Pestimre                       |                                                     |

### Útvonaldiagram
- Kemsei Zoltán: Mit rejt egy negyvenéves füzet? (4. fénykép). iho.hu, 2016. december 31. [2017. február 2-i dátummal az eredetiből archiválva]. (Hozzáférés: 2019. november 1.)
- Fejes Balázs: Budapest villamoshálózata 1980-ban. villamosok.hu. (Hozzáférés: 2024. október 10.)
- Fejes Balázs: Budapest villamoshálózata 1983-ban. villamosok.hu. (Hozzáférés: 2024. október 10.)

#### Légifotók
- Nagyvárad tér vá. (1977. március 14.). fentrol.hu. (Hozzáférés: 2024. október 10.)
- Könyves Kálmán körút mh. (1977. március 14.). fentrol.hu. (Hozzáférés: 2024. október 10.)
- Ecseri út mh. (1977. október 7.). fentrol.hu. (Hozzáférés: 2024. október 10.)
- Fuvar-telep; Épületelemgyár mh. (1977. október 7.). fentrol.hu. (Hozzáférés: 2024. október 10.)
- Üllői úti lakótelep mh. (1977. október 7.). fentrol.hu. (Hozzáférés: 2024. október 10.)
- Határ út; Gomb utca mh. (1976. szeptember 13.). fentrol.hu. (Hozzáférés: 2024. október 10.)
- Cukrász utca; Hunyadi utca mh. (1973. április 5.). fentrol.hu. (Hozzáférés: 2024. október 10.)
- Nagy Sándor utca; Vörös Október utca; Kilián garázs mh. (1973. április 5.). fentrol.hu. (Hozzáférés: 2024. október 10.)
- Használtcikk piac; Lajosmizsei sorompó mh. (1973. április 5.). fentrol.hu. (Hozzáférés: 2024. október 10.)
- Tülök utca; Karton utca mh. (1973. április 5.). fentrol.hu. (Hozzáférés: 2024. október 10.)
- Közdűlő utca; Bivaly-rét mh. (1973. április 5.). fentrol.hu. (Hozzáférés: 2024. október 10.)
- Bivaly-rét; Pestimre felső mh. (1973. április 5.). fentrol.hu. (Hozzáférés: 2024. október 10.)
- Pestimre, felső; Arany János utca; Vezér utca mh. (1968. augusztus 13.). fentrol.hu. (Hozzáférés: 2024. október 10.)
- Pestimre, Vörös fény utca mh. (1968. augusztus 13.). fentrol.hu. (Hozzáférés: 2024. október 10.)